# Mamou (region)
Region Mamou – region położony w centralnej części  Gwinei. Graniczy ze  Sierra Leone, a także innymi gwinejskimi regionami Faranah, Kindia oraz Labé.
Prefektury w regionie: 
- Prefektura Dalaba
- Prefektura Mamou
- Prefektura Pita